# Virginia Satir
Virginia Satir, née le 26 juin 1916 à Neillsville et morte le 10 septembre 1988 en Californie, est une psychothérapeute américaine, connue particulièrement pour son approche de la thérapie familiale.

## Biographie
Elle obtient une licence à l'université du Wisconsin à Milwaukee en 1936, un master à l'université de Chicago en 1948, un doctorat honoris causa en sciences sociales en 1978 de l'université du Wisconsin à Milwaukee et un autre à l'École professionnelle des études psychologiques (Professional School of Psychological Studies) en 1986.
Formatrice de thérapeutes familiaux, elle collabore, avec l'aide de Jules Riskin et Donald deAvila Jackson, à la création du Mental Research Institut (Mental Research Institute of Palo Alto - MRI) qui ouvre en 1959. Elle rejoint ainsi l'aventure de ce que l'on appellera plus tard l'École de Palo Alto. Tournée vers la recherche clinique et la formation de thérapeutes, l'équipe du MRI a pour objectif de tenter d'appliquer au champ de la psychothérapie les découvertes sur la communication faites avec Gregory Bateson. En 1961, Paul Watzlawick rejoint l'équipe, suivi en 1962 par Jay Haley et John H. Weakland et s'inscrit ainsi dans le mouvement systémique de Gregory Bateson. Ce groupe avait un but de recherche très large. Satir s'occupait spécifiquement de la famille et de la formation. Elle quitte le MRI en 1968 pour devenir la première directrice de l'Institut Esalen.
Virginia Satir est l'un des trois principaux thérapeutes, avec Milton Erickson et Fritz Perls, dont la pratique a été modélisée par Richard Bandler et John Grinder pour créer la PNL (programmation neuro-linguistique).

## Les quatre positions
Virginia Satir a identifié quatre manières distinctes de communiquer, ou positions, que les gens adoptent en situation de stress. Chacune de ces catégories est caractérisée par une posture particulière, un ensemble de gestes, des sensations internes, ainsi qu'un vocabulaire et une syntaxe correspondants.
- Le suppliant
- Le blâmeur
- L'ordinateur
- Le distracteur

## Œuvres
- Thérapie du couple et de la famille ; Conjoint Family Therapy, 1964  (ISBN 0-8314-0063-3), traduction par Alla Destandau-Denisov, Epi, 1971
- Pour retrouver l'harmonie familiale ; Peoplemaking, 1972, traduction par T. Lebeau & M. du Ranquet, illustrations par Yves Barry, Delarge, 1980
- Self Esteem, 1975, Berkely, CA: Celestial Arts  (ISBN 1-58761-094-9)
- Making Contact, 1976,  Berkely, CA: Celestial Arts  (ISBN 0-89087-119-1)
- Avec Richard Bandler & John Grinder, Changing with Families : a book about further education for being human, 1976, Palo Alto, CA: Science & Behavior Books  (ISBN 0-8314-0051-X)
- Your Many Faces, 1978, Berkely, CA: Celestial Arts,  (ISBN 0-89087-120-5).
- Avec James Stachowiak & Harvey A Taschman, Helping Families Change, 1982, New York, NY: Jason Aronson  (ISBN 1-56821-227-5).
- Avec Michele Baldwin, Satir, Step by Step : A Guide to Creating Change in Families, 1984, Palo Alto, CA: Science and Behavior Books  (ISBN 0-8314-0068-4).
- New Peoplemaking. Palo Alto, CA: Science and Behavior Books, 1988  (ISBN 0-8314-0070-6)
- Avec John Banmen, Jane Gerber & Maria Gomori, Satir Model : Family Therapy and Beyond, 1991, Palo Alto, CA: Science and Behavior Books  (ISBN 0-8314-0078-1).